# Jan Matuszyński

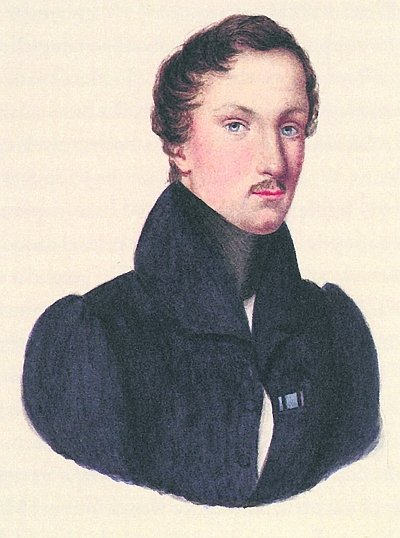
Chân dung Jan Matuszyński năm 1840

Jan Edward Aleksander Matuszyński (sinh ngày 14 tháng 12 năm 1808 tại Warszawa, mất ngoài 20 tháng 4 năm 1842, Paris) là bác sĩ người Ba Lan và bạn thân của nhà soạn nhạc người Ba Lan Frédéric Chopin.

## Cuộc đời
Cha của Jan Matuszyński là Jan Fryderyk Matuszyński (1768–1831), là bác sĩ phẫu thuật và là giám đốc Bệnh viện Lutheran, Warszawa.
Năm 1827, Jan học y khoa tại Đại học Warszawa. Trong Cuộc nổi dậy tháng 11 năm 1830–31, ông tham gia lực lượng quân y Ba Lan.
Sau khi Cuộc nổi dậy bị đàn áp, ông sống lưu vong ở Đức và theo học y khoa tại Đại học Tübingen.
Sau đó ông di cư đến Paris vào năm 1834, sống cùng nhạc sĩ Chopin trong căn hộ tại phố Chaussée d'Antin và chăm sóc sức khỏe Chopin.
Ông học thêm bằng y khoa tại Paris, chuyên về sinh lý học. Tại đây ông kết hôn với Caroline Boquet, một phụ nữ Pháp.
Năm 1837, ông xuất bản một chuyên luận, De l'influence du nerf sympathique sur les fonctions des sens (Về ảnh hưởng của hệ thần kinh giao cảm đối với chức năng của các giác quan).
Matuszyński qua đời vì bệnh lao. Trong những ngày cuối cùng của ông, Chopin và George Sand đã chăm sóc ông tại căn phòng mà họ ở chung trong phố Pigalle. Sand đã viết rằng Matuszyński “từ trần trong vòng tay của chúng tôi sau một cơn đau đớn từ từ và tàn nhẫn, điều này khiến Chopin đau khổ như thể đó là cơ thể của chính Chopin. [Chopin] mạnh mẽ, can đảm và tận tụy... nhưng khi bạn mình qua đời, Chopin đã gục ngã. "
Thi hài Matuszyński được chôn cất tại Nghĩa trang Montmartre.